# José María de la Torre Martín
José María de la Torre Martín (* 9. September 1952 in Pegueros; † 14. Dezember 2020 in Aguascalientes) war ein mexikanischer Geistlicher und römisch-katholischer Bischof von Aguascalientes. 

## Leben
José María de la Torre Martín empfing am 1. Juni 1980 die Priesterweihe. Er studierte Philosophie am Hauptseminar von Guadalajara sowie Theologie in San Juan de los Lagos und in Monterrey. Er schloss sein Studium der Pastoraltheologie an der Päpstlichen Universität der Salesianer in Rom ab. 
Papst Johannes Paul II. ernannte ihn am 19. Juni 2002 zum Titularbischof von Panatoria und Weihbischof in Guadalajara. Die Bischofsweihe spendete ihm der Erzbischof von Guadalajara, Juan Kardinal Sandoval Íñiguez, am 16. Juli desselben Jahres; Mitkonsekratoren waren Giuseppe Bertello, Apostolischer Nuntius in Mexiko, und Javier Navarro Rodríguez, Bischof von San Juan de los Lagos.
Am 31. Januar 2008 wurde er von Papst Benedikt XVI. zum Bischof von Aguascalientes ernannt und am 13. März desselben Jahres in das Amt eingeführt. 
Er starb im Dezember 2020 an den Folgen einer SARS-CoV-2-Infektion im Hidalgo-Krankenhaus in Aguascalientes, nachdem er am 5. November ins Krankenhaus eingeliefert worden war. Zuletzt wurde er intubiert und ins Koma versetzt, nachdem seine lebenswichtigen Organe beeinträchtigt worden waren.